# Bataille de la Sikkak
Conquête de l'Algérie par la France
La bataille de la Sikkâk (ou Sickak) oppose le 6 juillet 1836 en Algérie, sur les bords de la Sikkâk, affluent de la Tafna (dans la région de Tlemcen), les troupes françaises conduites par le général Bugeaud aux combattants de l'émir Abd el-Kader.

## Contexte
La bataille de la Sikkâk est un épisode de la conquête de l'Algérie par la France, qui a lieu alors que le gouverneur général est le général Clauzel. Elle va mettre un frein sévère au rêve d'Abd el-Kader de créer un empire musulman en Oranie d'abord puis dans l'ex-régence d'Alger.
Occupé à préparer une expédition contre Constantine, le général Clauzel confie à Bugeaud la mission de contrôler Abd el-Kader ; il s'agit de la première intervention de Bugeaud en Algérie. Le 6 juin 1836 arrivent à la Tafna trois vaisseaux, le Nestor, le Scipion et le ville de Marseille d'où débarquent le général Bugeaud et trois régiments d'infanterie de ligne à deux bataillons : les 23e, 24e et 62e. Avec ceux-ci, il dispose d'un bataillon du 47e de ligne, de deux bataillons du 17e d'infanterie légère d'un goum d'auxiliaires musulmans sous les ordres de Mustafa ben Ismaïl et des coulouglis (issus de père Turc et de mère Maghrébine) de Tlemcen sous les ordres du capitaine Cavaignac.

## Déroulement de la bataille
Le 6 juillet à trois heures du matin , la colonne Bugeaud se met en marche pour venir passer l'oued Sikkâk à gué mais avant la fin de cette opération, elle voit arriver sur ses arrières la cavalerie de Ben Nouna, un des fidèles d'Abd el Kader. Contre celle ci, Bugeaud envoie les Douaïrs de Mustafa ben Ismaïl, un escadron de chasseurs d'Afrique et un bataillon du 24e de ligne avec pour mission de contenir cette  cavalerie si possible à l'est du Chabet Slimane.

## Tableau de Vernet
Le tableau du peintre Horace Vernet fait partie d'une commande de 14 tableaux, passée le 29 juin 1840, pour la "salle du Pavillon du Roi à Versailles".